# オリアーニコ
オリアーニコ（伊: Oglianico）は、イタリア共和国ピエモンテ州トリノ県にある、人口約1,500人の基礎自治体（コムーネ）。

## 地理

### 位置・広がり

#### 隣接コムーネ
隣接するコムーネは以下の通り。
- ブザーノ
- ファヴリア
- フロント
- リヴァローロ・カナヴェーゼ
- リヴァロッサ
- サラッサ
- サン・ポンソ

## 行政

### 分離集落
オリアーニコには、以下の分離集落（フラツィオーネ）がある。
- Borgata San Grato, San Francesco Benne